# Oxyrhachis jugosa
Oxyrhachis jugosa är en insektsart som beskrevs av Capener 1962. Oxyrhachis jugosa ingår i släktet Oxyrhachis och familjen hornstritar. Inga underarter finns listade i Catalogue of Life.